# Камилла Баттиста да Варано
Святая Камилла Баттиста да Варано (итал. Camilla Battista da Varano, 9 апреля 1458, Камерино, Марке — 31 мая 1524, Камерино, Марке) — принцесса из дома да Варано, монахиня-клариссинка, аббатиса.
Одинаково легко писала на латыни и итальянском, одна из самых образованных женщин своего времени. Заметный богослов и автор большого количества трудов.

## Жизнь

### Ранняя жизнь
Внебрачная дочь Джулио Чезаре да Варано, сеньора Камерино, и аристократки Чеккины ди Маэстро Джакомо. Воспитывалась мачехой Джованной Малатестой, которая любила девочку как родную дочь. Получила хорошее образование, изучала грамматику и риторику. В десятилетнем возрасте начала проявлять интерес к религии, размышляла о Страстях Христовых, постилась и совершала ночные бдения. В то же время продолжала вести роскошную жизнь при дворе отца, занималась музыкой, пением и танцами.

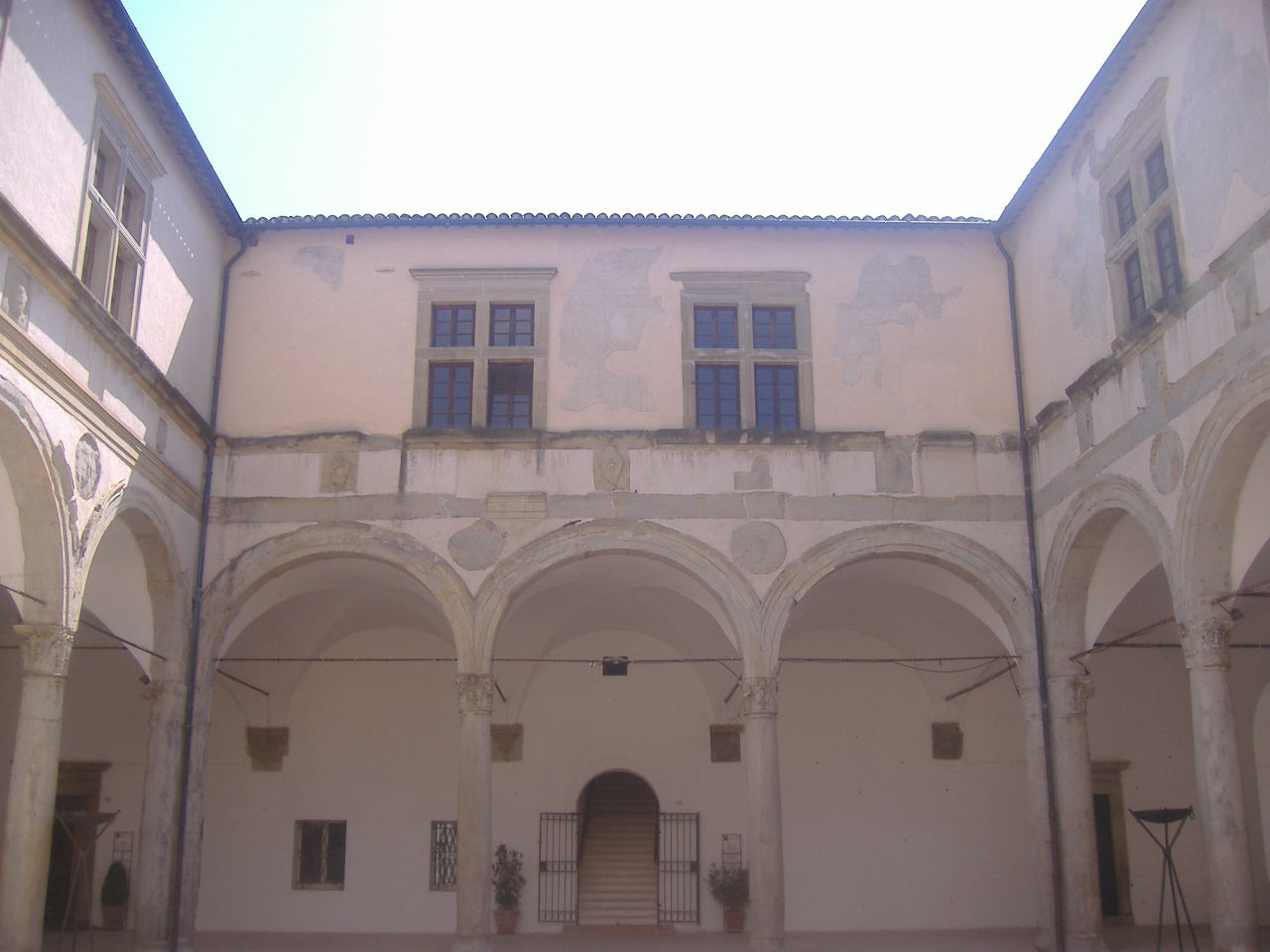
Дворец отца Камиллы, сеньора Камерино.

Когда девушке исполнилось 18 лет, её отец сделал всё возможное, чтобы уговорить дочь выйти замуж (вплоть до заключения её в темницу). Несмотря на непонимание близких, депрессию и болезнь, Камилла осталась непреклонна в отношении выбранного ею пути. Спустя два с половиной года отец Камиллы, поняв, что дочь не переубедить, смилостивился и разрешил ей стать монахиней. 24 марта 1479 года на Благовещенье 21-летняя Камилла дала обет целомудрия. Удалиться она решила в монастырь клариссинок в Урбино.

### Монахиня
14 ноября 1481 года поступила в монастырь клариссинок в Урбино и взяла имя Баттиста; принесла монашеские обеты в 1483 году. В начале 1484 года да Варано и ещё восемь сестёр перешли в новый монастырь Санта-Мария-Нуова, расположенный недалеко от дворца её отца в Камерино. Джулио Чезаре приобрёл монастырь у монахов-оливетанцев и восстановил его специально, чтобы дочь жила поближе к нему. К вящему неудовольствию Баттисты, о её переводе в новый монастырь сеньор Камерино договорился с генеральным викарием францисканцев-обсервантов и с самим папой.
Один из самых значительных моментов в духовной жизни да Варано произошёл, когда ей было видение святой Клары Ассизской продолжительностью пятнадцать дней. Через несколько дней после этого ей было видение двух херувимов, держащих её у окровавленных ног Христа, которое длилось два месяца. Свои видения, духовные переживания и размышления сестра Баттиста описывала в своих сочинениях, часто в форме писем. Например, письмо Иисуса Христа к ней (Ricordi di Gesu, 1483); письмо анонимной монахини к аббатисе (I dolori mentali di Gesu nella sua Passione, 1488); и письмо к проповеднику Доменико из Леонессы, который произвёл на неё неизгладимое впечатление в детстве (Vita Spirituale, 1491).
В 1492 году она повстречала дона Антонио, испанского монаха-оливетанца, который на четыре года стал её духовным наставником. Её отец основал новый монастырь этого ордена в Камерино и подарил его дочери. К тому времени 35-летняя Баттиста уже была избрана аббатисой и занимала эту должность в течение нескольких сроков. Аббатисой своего монастыря она была избрана в 1500 году и впоследствии переизбиралась в 1507, 1513 и 1515 годах.

### Бегство из Камерино
В 1501 году сеньор Джулио Чезаре был отлучён от церкви папой Александром VI за то, что принимал у себя врагов папы и якобы за убийство двоюродного брата папы. Папские войска во главе с Чезаре Борджиа захватили Камерино в 1502 году, сеньор и трое его сыновей были заключены в тюрьму, а затем задушены, однако её мачехе Джованне и младшему брату удалось бежать.
Баттиста искала убежища в Фермо, но местные отказали ей из-за опасения гнева Чезаре Борджиа. Она укрылась в деревне Атри (регион Абруццо Неаполитанского королевства) у герцогини Амальфи Изабеллы Пикколомини Тодескини. Баттиста жила там до 1503 года, когда Святой Престол занял новый папа Юлий II, и она смогла безопасно вернуться в Камерино.

### Поздняя жизнь
В 1505 году папа Юлий II послал да Варано основать монастырь в Фермо. Это заняло у неё два года.
В 1512 году ей удалось предотвратить казнь Наполеона из Камерино за убийство в Сан-Северино-Марке. Она писала своему зятю Муцио Колонне с просьбой пощадить жителей Монтеккьо во время его военной экспедиции против Фермо в 1515 году.
В 1521 году сама да Варано сама отправилась в Сан-Северино-Марке, чтобы обучить сестёр в монастыре, который только что принял устав святой Клары. Её последний труд (Trattato della Purita di cuore, 1521) был адресован генеральному викарию францисканцев-обсервантов Джованни из Фано. Баттиста скончалась в своём монастыре в Камерино во время чумы 31 марта 1524 года на праздник Тела и Крови Христовых в возрасте 66 лет.
Погребена в крипте монастыря клариссинок в Камерино.

## Почитание
Святые Филипп Нери и Альфонсо Мария де Лигуори восхищались да Варано.
8 апреля 1821 года папа Лев XIII начал процесс её канонизации. Да Варано была причислена к лику блаженных папой Григорием XVI 7 апреля 1843 года после признания её культа. 4 февраля 1893 года были также одобрены и её сочинения. 17 октября 2010 года папа Бенедикт XVI канонизировал да Варано.
День памяти — 2 июня.